# Bernhardtsberg (Weimar)
Südlich des Großen Ettersberges nördlich von Weimar befindet sich der Bernhardtsberg mit einer Höhe von rund 400 m. Er ist ein Teil des Ettersberges und gehört zur Stadt Weimar. Den Namen hat diese Erhebung von Prinz Karl Bernhard von Sachsen-Weimar-Eisenach (1792–1862) her, wie aus einer Urkunde aus dem Jahre 1801 zu entnehmen ist. Diese bezieht sich auf ein Ereignis. Bemerkenswert ist hier, dass nämlicher Prinz Bernhard erst 9 Jahre alt war, der demnach 2 Fichten selbst gepflanzt haben soll. Ein anderer Prinz Bernhard war zu dieser Zeit in Weimar nicht vorhanden. Vom Bernhardtsberg ab fließt der Lützendorfer Graben.
In diesem Bereich sind seltene Pflanzen kartiert worden.
Der Bernhardtberg ist in das Naturschutzgebiet Südhang Ettersberg eingeschlossen. Durch das Waldgebiet des Bernhardtsberges fließt der Lützendorfer Graben Nördlich davon verläuft die sog. Blutstraße, die zum Konzentrationslager Buchenwald führt.
Koordinaten: 51° 0′ 45″ N, 11° 17′ 26″ O